# Fade (Boris)
Fade è il ventinovesimo album in studio del gruppo musicale giapponese Boris, pubblicato nel 2022.

## Tracce
1. 序章 三叉路 – 15:19
2. 第一章 月光の入り江 -Howling Moon, Melting Sun- – 14:21
3. 第二章 満ち草 – 3:52
4. 第三章 (汝、差し出された手を掴むべからず) – 9:36
5. 第四章 マリンスノー – 6:30
6. 終章 A bao a qu -無限回廊- – 14:36

## Formazione
- Takeshi – basso, chitarra, voce
- Wata – chitarra
- Atsuo – batteria